# Jagdgeschwader 53
Jagdgeschwader 53 «Pik As» (JG 53) (53-я истребительная эскадра «Пиковый туз») — эскадра истребителей люфтваффе. Действовала на многих театрах Европейской части Второй мировой войны, в частности Западный фронт, Восточный фронт, Средиземноморский театр.
Всего за годы войны эскадра потеряла около 600 пилотов и 241 человека наземного персонала погибшими.

## Состав эскадры

### Geschwaderkommodoren (командиры эскадры)
| командующий                                      | период                           | примечания                           |
| ------------------------------------------------ | -------------------------------- | ------------------------------------ |
| оберст-лейтенант Вёрнер Юнк                      | 1 мая 1939 — 30 сентября 1939    |                                      |
| генерал-майор Ганс Кляйн                         | 1 октября 1939 — 31 декабря 1939 | назначен командиром Jafü 3           |
| оберст-лейтенант Ганс-Юрген фон Крамон-Таубадель | 1 января 1940 — 30 сентября 1940 |                                      |
| оберст-лейтенант Гюнтер фон Мальтцан             | 9 октября 1940 — 4 октября 1943  | назначен командиром Jafü Oberitalien |
| гауптман Фридрих-Карл Мюллер                     | октябрь 1943                     |                                      |
| и. о. майор Курт Уббен                           | октябрь — ноябрь 1943            | являлся командиром III./JG77         |
| оберст-лейтенант Гельмут Беннеман                | 9 ноября 1943 — 27 апреля 1945   |                                      |

### Gruppenkommandeure I./JG53 (командиры группы I./JG53)
| командующий                      | период                             | примечания                        |
| -------------------------------- | ---------------------------------- | --------------------------------- |
| гауптман Лотар фон Янсон         | 1 мая 1939 — 30 июня 1940 года     |                                   |
| гауптман Альберт Блуменсаат      | 1 июля — 25 августа 1940 года      |                                   |
| гауптман Ганс-Карл Майер         | 1 сентября — 17 октября 1940 года  | погиб                             |
| гауптман Ганс-Генрих Бруштеллин  | октябрь 1940 — 31 мая 1941 года    |                                   |
| Обер-лейтенант Вильфрид Бальфанц | 1—24 июня 1941 года                | погиб                             |
| гауптман Франц фон Верра         | июль — 25 октября 1941 года        | погиб при аварии                  |
| и. о. гауптман Игнац Прештеле    | август — сентябрь 1941 года        |                                   |
| майор Герберт Камински           | 1 ноября 1941 — 24 июля 1942 года  | ранен при аварийной посадке       |
| гауптман Вальтер Шпис            | август — октябрь 1942 года         | назначен командиром III./JG1      |
| гауптман Фридрих-Карл Мюллер     | ноябрь 1942 — 14 февраля 1944 года | позже назначен командиром IV./JG3 |
| майор Юрген Хардер               | 15 февраля 1944 — январь 1945 года | назначен командиром JG11          |
| и. о. гауптман Вольфганг Эрнст   | январь — февраль 1945 года         |                                   |
| и. о. гауптман Эрих Хартманн     | февраль — 14 февраля 1945 года     |                                   |
| гауптман Гельмут Липферт         | 15 февраля — 17 апреля 1945 года   |                                   |

### Gruppenkommandeure II./JG53 (командиры группы II./JG53)
| командующий                       | период                                | примечания                                |
| --------------------------------- | ------------------------------------- | ----------------------------------------- |
| майор Хуберт Мерхарт фон Бернег   | 1 мая — 18 августа 1939 года          | назначен командиром JG52                  |
| майор Гюнтер фон Мальтцан         | 19 августа 1939 — 8 октября 1940 года | назначен командиром эскадры               |
| гауптман Гейнц Бретнютц           | 9 октября 1940 — 27 июня 1941 года    | погиб                                     |
| гауптман Вальтер Шпис             | июнь 1941 — июль 1942 года            | назначен командиром I./JG53               |
| гауптман Герхард Михальски        | июль 1942 — 23 апреля 1944 года       | назначен командиром JG z.b.V              |
| и. о. гауптман Ганс-Юрген Вестпал | 19 июня — июль 1943 года              |                                           |
| и. о. майор Карл-Гейнц Шнель      | 9 июля — 28 сентября 1943 года        | являлся командиром учебно-боевой I./JG106 |
| майор Юлиус Меймберг              | 24 апреля 1944 — 30 апреля 1945 года  |                                           |

### Gruppenkommandeure III./JG53 (командиры группы III./JG53)
| командующий                    | период                             | примечания                        |
| ------------------------------ | ---------------------------------- | --------------------------------- |
| гауптман Вернер Мёльдерс       | 1 ноября 1939 — 5 июня 1940 года   | попал в плен, позже освобожден    |
| и. о. гауптман Рольф Пингель   | июнь — 20 июня 1940 года           | позже назначен командиром I./JG26 |
| гауптман Харро Хардер          | 13 июля — 12 августа 1940 года     | погиб                             |
| гауптман Вольф-Дитрих Вильке   | 13 августа 1940 — 18 мая 1942 года | позже назначен командиром JG3     |
| майор Эрих Гёрлитц             | май — октябрь 1942 года            |                                   |
| гауптман Франц Гётц            | октябрь 1942 — 17 января 1945 года | назначен командиром JG26          |
| гауптман Зигфрид Луккенбах     | 18 января — 2 мая 1945 года        |                                   |
| и. о. гауптман Вольфганг Эрнст | апрель — 2 мая 1945 года           |                                   |

### Gruppenkommandeure IV./JG53 (командиры группы IV./JG53)
| командующий             | период                            | примечания |
| ----------------------- | --------------------------------- | ---------- |
| гауптман Ганс Морр      | 25—29 октября 1944 года           | погиб      |
| гауптман Фридрих Мюер   | октябрь 1944 — 2 января 1945 года | погиб      |
| гауптман Альфред Хаммер | 9 января — 30 апреля 1945 года    |            |

## Кавалеры Рыцарского креста награждённые в JG 53
| дата             | звание           | имя                 | часть     |     | кол-во | примечания |
| ---------------- | ---------------- | ------------------- | --------- | --- | ------ | ---------- |
| 29 мая 1940      | гауптманн        | Вернер Мельдерс     | III./JG53 | РК  | 20     |            |
| 3 сентября 1940  | гауптманн        | Ганс-Карл Майер     | I./JG53   | РК  | 20     |            |
| 22 октября 1940  | гауптманн        | Гейнц Бретнютц      | II./JG53  | РК  | 20     |            |
| 30 декабря 1940  | майор            | Гюнтер фон Мальтцан | JG53      | РК  | 13     |            |
| 23 июля 1941     | лейтенант        | Эрих Шмидт          | 9./JG53   | РК  | 30     |            |
| 24 июля 1941     | майор            | Гюнтер фон Мальтцан | JG53      | ДРК | 42     |            |
| 6 августа 1941   | лейтенант        | Герберт Шрамм       | 8./JG53   | РК  | 24     |            |
| 6 августа 1941   | гауптманн        | Вольф-Дитрих Вильке | III./JG53 | РК  | 25     |            |
| 14 сентября 1941 | обер-лейтенант   | Фридрих-Карл Мюллер | III./JG53 | РК  | 22     |            |
| 16 июня 1942     | лейтенант        | Герман Нойхофф      | 7./JG53   | РК  | 40     |            |
| 13 августа 1942  | обер-фельдфебель | Вернер Штумпф       | 9./JG53   | РК  | 40     |            |
| 3 сентября 1942  | лейтенант        | Вальтер Целлот      | 2./JG53   | РК  | 84     |            |
| 4 сентября 1942  | обер-лейтенант   | Франц Гётц          | 9./JG53   | РК  | 40     |            |
| 4 сентября 1942  | обер-лейтенант   | Герхард Михальски   | II./JG53  | РК  | 41     |            |
| 6 сентября 1942  | гауптманн        | Гельмут Бельзер     | 8./JG53   | РК  | 36     | посмертно  |
| 6 сентября 1942  | обер-лейтенант   | Вольфганг Тонне     | 2./JG53   | РК  | 73     |            |
| 23 сентября 1942 | фельдфебель      | Вильгельм Криниус   | 3./JG53   | РК  | 100    |            |
| 23 сентября 1942 | фельдфебель      | Вильгельм Криниус   | 3./JG53   | ДРК | 100    |            |
| 23 сентября 1942 | обер-лейтенант   | Фридрих-Карл Мюллер | 1./JG53   | ДРК | 100    |            |
| 24 сентября 1942 | обер-лейтенант   | Вольфганг Тонне     | 2./JG53   | ДРК | 101    |            |
| 2 октября 1942   | лейтенант        | Ганс Рериг          | 3./JG53   | РК  | 51     |            |
| 29 октября 1942  | обер-фельдфебель | Альфред Франке      | 2./JG53   | РК  | 59     | посмертно  |
| 23 декабря 1942  | лейтенант        | Фриц Дингер         | 4./JG53   | РК  | 49     |            |
| 30 декабря 1942  | обер-фельдфебель | Гейнц Голински      | 3./JG53   | РК  | 47     | посмертно  |
| 21 июня 1943     | обер-фельдфебель | Штефан Литиенс      | 4./JG53   | РК  | 31     |            |
| 21 июня 1943     | обер-лейтенант   | Франц Шисс          | 8./JG53   | РК  | 54     |            |
| 5 декабря 1943   | гауптманн        | Юрген Хардер        | 7./JG53   | РК  | 40     |            |
| 26 марта 1944    | лейтенант        | Гюнтер Зеегер       | 7./JG53   | РК  | 46     |            |
| 6 апреля 1944    | обер-фельдфебель | Рудольф Эренберг    | 6./JG53   | РК  | 49     | посмертно  |
| 6 апреля 1944    | обер-фельдфебель | Герберт Ролльваге   | 5./JG53   | РК  | 53     |            |
| 24 октября 1944  | обер-лейтенант   | Франц Бартен        | 9./JG53   | РК  | 52     | посмертно  |
| 24 октября 1944  | гауптманн        | Юлиус Меймберг      | II./JG53  | РК  | 45     |            |
| 14 января 1945   | обер-фельдфебель | Эдуард Искен        | 13./JG53  | РК  | 50     |            |
| 17 апреля 1945   | гауптманн        | Гельмут Липферт     | I./JG53   | ДРК | 203    |            |

Легенда:
- дата — дата награждения
- звание — звание награждаемого
- имя — имя награждаемого
- часть — подразделение, где служил
- кол-во — количество побед на момент награждения
- РК — рыцарский крест
- ДРК — рыцарский крест с дубовыми листьями